# Incidente RQ-170 entre Irán y Estados Unidos

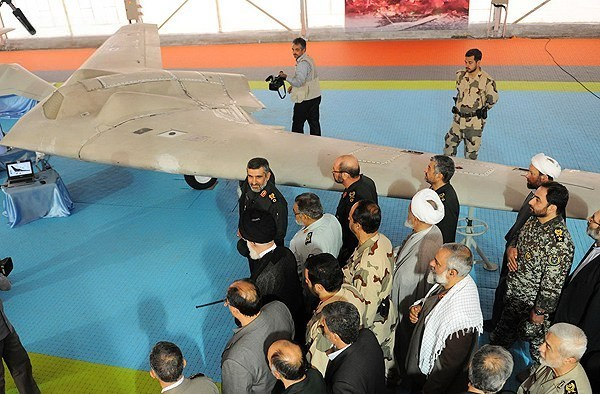
RQ-170 en Irán

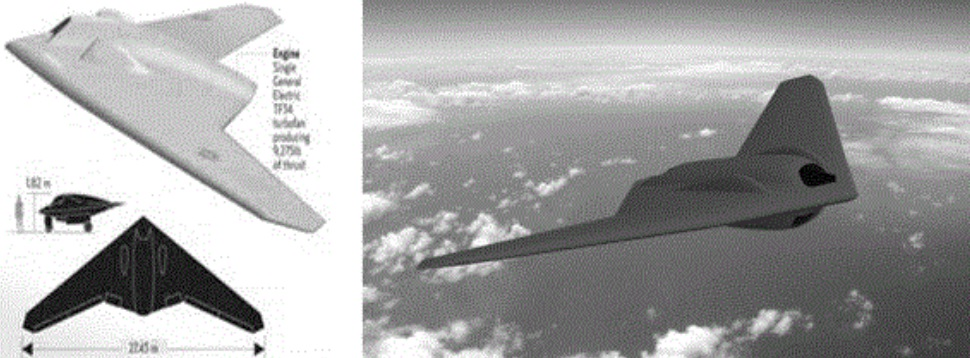
Imágenes del RQ-170 Sentinel tomadas de un manual de reconocimiento del Ejército de EE.

El 4 de diciembre de 2011, un vehículo aéreo no tripulado Lockheed Martin RQ-170 Sentinel estadounidense fue capturado por fuerzas militares iraníes cerca de la ciudad de Kashmar en el nororiente de Irán. El gobierno iraní anunció que el vehículo no tripulado había sido derribado por su unidad de guerra informática, la que logró tomar el control del aparato y lo hizo aterrizar en forma segura, después que informes periodísticos occidentales iniciales indicaran incorrectamente que habría sido derribado. El gobierno de Estados Unidos dice que el aparato habría tenido problemas de funcionamiento y que se había estrellado, aunque posteriormente el aparato fue mostrado en la televisión iraní sin ningún daño aparente.

## Captura del aparato
El gobierno de Irán anunció que el aparato había sido bajado por su unidad de guerra informática estacionada cerca de Kashmar y bajado con un mínimo de daño Ellos informaron que el aparato había sido detectado dentro del espacio aéreo iraní aproximadamente a 225 km de la frontera con Afghanistán.
Inicialmente el gobierno de Estados Unidos dijo que sus fuerzas en Afghanistán habían perdido el control de un vehículo aéreo no tripulado el 4 de diciembre de 2011 y que existía la posibilidad de que este vehículo se hubiera estrellado cerca de Kashmar. De acuerdo a miembros no identificados del gobierno de Estados Unidos, un UAV operado por la Agencia Central de Inteligencia estaba volando en el lado afgano de la frontera de Afghanistán-Irán cuando sus operadores perdieron el control del aparato. Hubo declaraciones de que "miembros gubernamentales extranjeros y expertos estadounidenses que habían sido informados sobre el esfuerzo" habían dicho que el UAV estrellado estaba tomando parte en una vigilancia de rutina de las instalaciones nucleares iraníes al interior del espacio aéreo iraní.
En septiembre de 2013, Irán anuncia que ha descifrado por completo el sistema informático incorporado por el UAV.